# Охота на маньяка
Охота на маньяка — телевизионная передача, представляющая собой авторский цикл художественно-документальных фильмов о серийных преступлениях, совёршенных в новейшей истории России, и работе правоохранительных органов. Выходит на телеканале «ТВ центр» с 22 октября 2023 года. Бессменным ведущим программы является Константин Соловьёв.

## Сюжет
Основная тема выпусков — серийные убийцы, действовавшие на территории России за последние 30 лет. Вместе с этим освящается напряжённое расследование преступлений. Программа выходит с помощью Следственного комитета и Министерства внутренних дел РФ. Также ряд выпусков анонсировались на официальном сайте Следкома. Из соображений этики имена всех жертв и преступников в фильмах изменены.

## Список выпусков
| Название выпуска | Дата трансляции      | Номер выпуска |
| --- | -------------------- | ------------- |
| «Дело Лесного Зверя» | 22 октября 2023 года | 1             |
| В лесу у подмосковного посёлка Малая Дубна найдены человеческие останки. Спутанные длинные волосы позволяли предположить, что погибшей была девушка. Ни личных вещей, ни документов на месте преступления обнаружено не было. Единственная улика – серёжка с красным камнем. Именно благодаря ей следователь СКР России Ольга Агапова смогла раскрыть не только это преступление, но и целую серию подобных. |                      |               |
| «Дело ивановского изверга» | 10 декабря 2023 года | 2             |
| Весной 2010 года в пригороде Иваново на свалке было найдено тело молодой женщины. Её руки были связаны за спиной скотчем, а на шее – туго затянут электрический провод. В последний раз Светлану Нестерову, мать-одиночку, видели друзья, с которыми она провела выходные в Санкт-Петербурге. В день исчезновения женщина должна была забрать ребёнка на даче у родственников. Но дочка так и не дождалась маму. Не пройдёт и месяца, как в том же районе будут найдены и другие замученные девушки.                 |                      |               |
| «Дело мнимого слепого» | 28 января 2024 года  | 3             |
| В 2011 году в подмосковном Серпухове неизвестный напал на студентку в подъезде дома. Главным свидетелем оказалась диспетчер лифтовой службы, которая обратила внимание, что кабина лифта неисправна. Она связалась с пассажирами – однако ровный мужской голос извинился, мол, подслеповат, нажал не ту кнопку. А спустя час с того же адреса звонили уже в полицию, чтобы заявить о преступлении… Как найти маньяка по стуку белой трости? И куда приведут оперативников начищенные до блеска ботинки?              |                      |               |
| «Дело липецкого браконьера» | 6 октября 2024 года  | 4             |
| Поздней осенью 1998 года в лесном массиве под Липецком нашли мёртвую девушку. При температуре минус 15 она была абсолютно обнажена, а на её шее туго затянут капроновый чулок – единственная улика, которая окажется в распоряжении следствия. Елена Молочникова стала первой из 15 липчанок, замученных серийным убийцей за несколько лет. Город жил в страхе, что маньяка не остановят никогда. Такие преступления называют "идеальными": убийца не оставлял за собой никаких следов...                            |                      |               |
| «Дело ночного таксиста» | 13 октября 2024 года | 5             |
| В Абакане бесследно исчезают молодые женщины, уходят из дома и не возвращаются. Сами ли они приняли решение сменить обстановку и прекратить общение с родственниками, или их давно нет в живых? Никто и предположить не мог, что в городе бесчинствует серийный насильник и убийца. Как отыскать маньяка по GPS? О чём свидетельствует планктон в лёгких? Можно ли обнаружить ДНК на банковской карте? |                      |               |
| «Дело безумного шамана» | 21 октября 2024 года | 6             |
| Летом 2007 года в разных районах Улан-Удэ были обнаружены фрагменты человеческих тел – туловище нашли в реке у безлюдного побережья, а голова всплыла в затоне практически в самом центре города. Никаких улик в распоряжении следствия не было, только экспертизы. С них и началась история поимки серийного убийцы-расчленителя, который был одержим странной мечтой – попасть в преисподнюю. |                      |               |
| «Дело о кровавых отпечатках» | 27 октября 2024 года | 7             |
| Осенью 2005 года Екатеринбург потрясла жуткая новость: в одном из городских парков кто-то жестоко расправился с 43-летней спортсменкой, чемпионкой по бегу Норой Камаевой. Сразу после этого по городу прокатилась волна изнасилований. Жертвами становились женщины любого возраста – от совсем юных до пожилых. И всем преступник ставил условие: не сопротивляться и не смотреть в лицо. Как удалось вычислить смертельно опасного маньяка? Какую роль в этом сыграли сломанные ногти?                            |                      |               |
| «Дело о лисьей шубе» | 2 февраля 2025 года  | 8             |
| В конце 90-х Челябинск потрясла серия страшных преступлений. В городе неизвестный стал убивать женщин. Между жертвами не было ничего общего, кроме места их гибели – всё происходило в Центральном парке имени Гагарина. Женщин убивали разными способами, что сильно затрудняло ход следствия. Но когда сыщики всё же вышли на след преступника, то обнаружили вблизи того же парка массовое захоронение со множеством человеческих черепов. Чем закончилось одно из самых сложных дел в следственной практике?     |                      |               |
| «Дело калужского насильника» | 9 февраля 2025 года  | 9             |
| В 2015 году в Калуге стали регулярно происходить нападения на женщин. Преступник всегда действовал по определённой схеме, которая была настолько странной, что первой жертве поначалу не поверили. Он всегда был одет в камуфляж, нападал со спины и завязывал женщинам глаза их же вещами. Совершив преступление, он сбегал, но перед этим обязательно складывал одежду потерпевших в стопочку. Какую подсказку дала следствию эта деталь? Что поведали о преступнике пучки травы с места нападения?                |                      |               |
| «Дело ночного гостя» | 16 февраля 2025 года | 10            |
| В 2010 году в Омске случилось сразу два нападения на женщин в их собственных домах, причём оба в одну ночь с разницей в пару часов. Неизвестный мужчина проник в их квартиры через форточки и изнасиловал. Вскоре нападения последовали одно за другим по всему городу. Маньяк предпочитал матерей-одиночек и почти не оставлял следов, а потом внезапно исчез на 10 лет. И найти его не могли по всей России. Как ему удавалось скрываться? Действительно ли местонахождение человека можно узнать по анализу ДНК?  |                      |               |
| «Дело о стаффордширском терьере» | 6 апреля 2025 года   | 11            |
| 2020 год. В Каменске-Уральском, небольшом городке Свердловской области, на протяжении нескольких лет кто-то душил молодых женщин их же вещами. Тела убитых находили в подъездах, парках, возле жилых домов. Преступник был изворотлив и практически не оставлял следов. Вычислить его помогло загадочное пятно собачьей крови, найденное возле одной из жертв. Что показала эта кровь следствию? Почему собаку в городе оказалось найти намного сложнее, чем человека? И может ли выдать убийцу его юношеская мечта? |                      |               |
| «Дело о проклятых мостах» | 13 апреля 2025 года  | 12            |
| В 2011 году по Екатеринбургу прокатилась волна нападений на мостах. Молодой парень обчищал женщин до нитки и насиловал, а при малейшей попытке сопротивления пускал в ход нож. Схватить его не помогли ни полицейские облавы, ни фоторобот. Всякий раз преступник словно растворялся в воздухе. В городе поползли слухи о проклятье, нависшем над мостами города, а женщины стали опасаться ходить по ночам в одиночку. Как удалось полиции развеять этот морок?                                                     |                      |               |
| «Дело кота в цилиндре» | 22 июня 2025 года    | 13            |
| Весной 2013 года в Перми стали один за другим погибать люди. Кого-то убивали прямо на улице, кого-то в собственной квартире, и всякий раз причиной смерти становились удары ножом в шею и живот. Преступления совершались друг за другом, с разницей в несколько дней, а порой и часов. Маньяк буквально шёл по городу и оставлял за собой мёртвые тела. Как полиции удалось его остановить? Какую роль в этом сыграла татуировка на руке подозреваемого?                                                            |                      |               |